# Luchtoorlogmuseum Fort Veldhuis
Het Luchtoorlogmuseum Fort Veldhuis is een oorlogsmuseum in het Fort bij Veldhuis in Heemskerk.
Het museum is sinds 1989 in het fort gevestigd en is opgericht door de stichting Aircraft Recovery Group 1940-1945. Deze stichting doet onderzoek naar de luchtstrijd die plaatsvond tijdens de Tweede Wereldoorlog.

## Collectie
In de vertrekken bevinden zich diverse objecten van de luchtstrijd tijdens de Tweede Wereldoorlog, waaronder vliegtuigmotoren, persoonlijke bezittingen van vliegers en vliegtuigonderdelen. Deze zijn vaak door de stichting verkregen bij onderzoek en bergingen van vliegtuigen die in Noord-Holland zijn neergestort.